# Elizabeth Smart

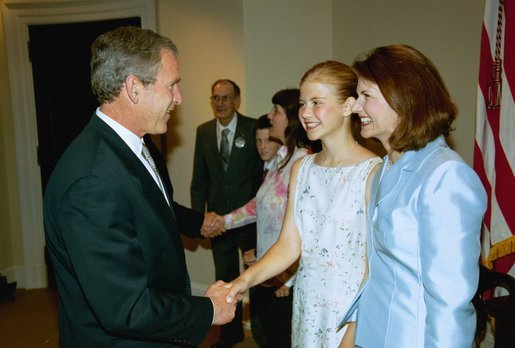
Smart (cô gái trẻ đứng giữa) và mẹ cô đang gặp cựu Tổng thống George W. Bush

Elizabeth Ann Smart Gilmour (sinh ngày 3 tháng 11 năm 1987) là một nhà hoạt động xã hội người Mỹ kiêm cộng tác viên cho hãng tin ABC News. Cô được biết đến với vụ bắt cóc và hãm hiếp gây chấn động dư luận vào lúc cô lên 14 tuổi, cô là nô lệ tình dục thời hiện đại cho Brian David Mitchell là một kẻ tội phạm đốn mạt, vô gia cư, cuồng tín. Sau này, cô được giải cứu và nỗ lực vượt qua những ám ảnh bị lạm dụng tình dục thời còn ấu thơ để vươn lên trong cuộc sống và nay cô là một nhà hoạt động xã hội.

## Thời thơ ấu
Elizabeth được sinh ra thành phố Salt Lake, thuộc tiểu bang Utah, nước Mỹ, trong một gia đình khá giả, gia đình cô đi theo Mặc Môn giáo. Cô lớn lên tại một điền trang tiện nghi và rộng rãi nằm bên sườn núi, tách biệt khỏi khu bình dân của thành phố này. Trong gia đình mình là con cưng của bố mẹ và được nuông chiều. Cho đến lúc 14 tuổi, trong một lần Elizabeth cùng các chị em gái được theo mẹ xuống khu phố dưới để mua sắm quần áo mới thì cô lọt vào sự chú ý một gã đàn ông 50 tuổi tên là Brian David Mitchell. Sau đó, ông ta xin vào làm việc tại điền trang của gia đình Smart.
Ngày 5 tháng 6 năm 2002, Mitchell đã lẻn vào phòng ngủ của Elizabeth bắt cô lên ngọn núi ngay sau nhà. Ông ta mang Elizabeth đến khu cắm trại lưu động cách nhà của cô không xa, nơi ông ta sống trong một căn lều với vợ là Wanda Barzee. Họ đã tổ chức một nghi thức lễ kết hôn để biến Elizabeth thành vợ của Mitchell bằng cách ép buộc. Sau đó Mitchell cưỡng hiếp cô, không phải một lần mà lặp đi lặp lại mỗi ngày trong suốt 9 tháng bị cầm tù. Trong thời gian này Elizabeth còn bị bỏ đói, bị trói chặt vào gốc cây bằng sợi xích sắt để ngăn bỏ trốn, bị ép phải khỏa thân tồng ngồng đi lông nhông quanh nhà.
Gia đình nhà Elizabeth đã nỗ lực tìm kiếm và đến tháng 3 năm 2003, cô được giải cứu nhưng bị ám ảnh nặng về 09 tháng làm nô lệ tình dục. Sau này Elizabeth đi khắp nước Mỹ, tham dự các buổi gặp mặt, tổ chức những cuộc vận động cho quỹ từ thiện mang tên Elizabeth Smart. Quỹ Elizabeth Smart tập trung cho mục tiêu giúp đỡ những trẻ em bị bắt cóc. Số tiền họ quyên góp được dành để chuyển về các trường học, đầu tư cho chương trình giáo dục học sinh những kĩ năng tự phòng vệ cơ bản để các em có thể tự cứu mình trong tình huống xấu nhất. Phần tiền còn lại thì được góp vào ngân sách dành cho những cuộc tìm kiếm trẻ em mất tích khắp nước Mĩ. Tháng 5 năm 2012, Elizabeth làm lễ cưới với Matthew Gilmour (kém cô 3 tuổi). Hai người là bạn từ khi cùng học chung một năm ở Pháp và sau thời gian ngắn hẹn hò thì quyết định đi đến hôn nhân.